# 尼基弗鲁斯三世
尼基弗鲁斯三世·伯塔奈亚迪斯（希臘語：Νικηφόρος Βοτανειάτης，约1001年—1081年）拜占庭帝国皇帝（1078～1081年在位），原为小亚细亚的军事贵族，曾任安纳托利亚军区将军，1078年1月7日自立为皇帝，得到塞尔柱突厥人的支持，进军君士坦丁堡，逼迫米海尔七世退位，同时还迎娶了比自己小50岁的玛利亚皇后。在位3年期间，因年迈衰老，尼基弗鲁斯三世将政务委托给其门客，帝国军队则由他赏识的将领伊萨克和阿萊克修斯·科穆宁控制。统治期间，国内军事叛乱此起彼伏。1081年，阿历克塞·科穆宁率领的叛军进入君士坦丁堡，他躲到修道院中，同年因病去世。

## 註腳
1. ↑  Britannica.com，2013年7月19日查阅
2. ↑  陈志强.  (M) 1. 北京: 商务印书馆. 2003年: 275页. ISBN 7-100-03744-1.

## 资料来源
- Curta, Florin, , Cambridge University Press, 2006, ISBN 0-521-81539-8
- Finlay, George,  2, William Blackwood & Sons, 1854
- Kazhdan, Alexander (编),  III, Oxford University Press, 1991, ISBN 978-0-19-504652-6
- Norwich, John Julius, , Penguin, 1993, ISBN 0-14-011448-3
- Norwich, John Julius, , Penguin, 1996, ISBN 0-14-011449-1
- Canduci, Alexander, , Pier 9, 2010, ISBN 978-1-74196-598-8

归属:
- 本条目包含来自公有领域出版物的文本: Chisholm, Hugh (编). .  19 (第11版). London: Cambridge University Press: 648. 1911.